# Стоунем, Билл
Билл (Уильям) Сто́унхем(англ. Bill Stoneham; род. 1947) — американский художник, получивший известность благодаря своей картине «The Hands Resist Him». Картина стала своего рода городской легендой и интернет-мемом.

## Биография
Билл Стоунхем родился в 1947 году в Бостоне, штат Массачусетс, США. Проведя первые девять месяцев своей жизни в приюте, он был усыновлён приёмными родителями, которые и дали ему фамилию Стоунхем. Мало что известно о его настоящих родителях, известно лишь, что фамилия матери была Миллер (англ. Miller).
Став художником, Уильям применял свои навыки в различных отраслях данной деятельности: он создавал изображения для игр, иллюстрировал книги и т.д. Наибольшую же известность ему принесла проданная на аукционе E-bay картина «The Hands Resist Him» (Руки сопротивляются ему), вследствие связанных с ней событий, произошедших с её покупателями.
На сегодняшний день Билл живет в Окленде, штат Калифорния, США и продолжает писать. Его работы включают в себя как традиционное создание полотен, так и создание цифровых изображений для печатных изданий.